# Trastorno reactivo del apego
El trastorno reactivo del apego (RAD, por sus siglas en inglés) está descrito en la literatura clínica como un trastorno grave y relativamente poco común que puede afectar a los infantes. Está caracterizado por formas inapropiadas y trastornadas de relacionarse socialmente en la mayoría de los contextos. Puede manifestarse en la forma de una persistente incapacidad para iniciar o responder a la mayoría de las interacciones sociales de una manera apropiada para el desarrollo, conocida como la forma «inhibida», o manifestarse como una sociabilidad indiscriminada, como es el caso de una excesiva confianza con extraños y que es denominada como forma «desinhibida».
El término se utiliza tanto en la Clasificación Internacional de Enfermedades (CIE-10) de la Organización Mundial de la Salud, como en el Manual diagnóstico y estadístico de los trastornos mentales (DSM-5) de la Asociación Estadounidense de Psiquiatría. En la CIE-10, la forma inhibida recibe el nombre de «Trastorno de vinculación de la infancia reactivo», mientras que la forma desinhibida se denomina «Trastorno de vinculación de la infancia desinhibido». Por su parte, en el DSM-5 reciben el nombre de «Trastorno de apego reactivo» y «Trastorno de relación social desinhibida», respectivamente.
El RAD surge del fracaso para formar un apego seguro con los cuidadores primarios en la infancia temprana. Tal situación puede, a su vez, ser consecuencia de graves experiencias de negligencia, abuso y separación abrupta de los cuidadores entre las edades de seis meses y los tres años, o por la falta de respuesta, por parte del cuidador, a los esfuerzos comunicativos del infante. No todas, ni siquiera la mayoría de esas experiencias, resultan en el trastorno. Se distingue de los trastornos generalizados del desarrollo o de cualquier condición comórbida posible, como la discapacidad intelectual, que puedan afectar los comportamientos relacionados con el apego. Los criterios diagnósticos para el trastorno reactivo del apego son muy diferentes a los utilizados en la valoración o categorización de los patrones de apego, como el inseguro o el desorganizado.
Se presume que los infantes con RAD tienen modelos internos de trabajo de las relaciones sumamente trastornados, lo que puede conducir a problemas posteriores de comportamiento o en las relaciones interpersonales. Existen pocos estudios sobre los efectos a largo plazo y hay una falta de claridad sobre la presentación del trastorno más allá de los cinco años de edad. Sin embargo, la apertura de orfanatos en Europa Oriental, tras la finalización de la Guerra Fría a inicios de la década de 1990, proveyó oportunidades para la investigación en infantes y bebés mayores criados en condiciones desfavorecidas. Tales investigaciones ampliaron la compresión de la prevalencia, causas, mecanismos y evaluación de los trastornos del apego y condujeron a que, a medios de esa década, se iniciaran esfuerzos para el desarrollo de tratamientos y programas de prevención, así como mejores métodos de evaluación. Los teóricos de la corriente principal en el campo han propuesto que una gama más amplia de condiciones derivadas de los problemas con el apego deben ser definidas más allá de las clasificaciones actuales.
Los tratamientos y programas de prevención convencionales enfocados en el RAD y otros trastornos del apego se basan en la teoría del apego y se concentran en el incremento de la respuesta por parte del cuidador o, en caso de no ser posible, en el cambio de cuidador. Teóricos y profesionales han criticado el diagnóstico y tratamiento del supuesto trastorno reactivo del apego o del trastorno del apego, sin base teórica, dentro de la controversial forma de psicoterapia conocida como terapia de apego. Esta terapia tiene un sustento teórico sin corroboración científica y emplea criterios diagnósticos y listas de síntomas diferentes a los utilizados bajo los criterios del CIE-10 o del DSM-5. Una variedad de estrategias terapéuticas se emplean en la terapia del apego; algunas son física o psicológicamente coercitivas y son consideradas antitéticas de la teoría del apego.

## Manifestaciones clínicas
Los pediatras y profesores suelen ser los primeros en identificar la presencia del RAD. No obstante, la presentación clínica varía de acuerdo con las edades cronológica y mental del infante, aunque siempre involucra perturbaciones en las interacciones sociales. Se puede presentar una respuesta anormal a los estímulos y retraso en el desarrollo de origen no orgánico, que es una de las manifestaciones más comunes. El menor luce triste, abatido y algunos también aterrados y vigilantes. Los estudios de laboratorio pueden arrojar resultados coincidentes con malnutrición o deshidratación, además de mostrarse niveles normales o elevados de la hormona del crecimiento y una reducida secreción de cortisona en comparación con infantes en desarrollo normales.
La principal manifestación son las relaciones sociales muy inapropiadas, lo que se puede expresar de dos formas:
- Intentos indiscriminados y excesivos de recibir consuelo y afecto por parte de cualquier adulto disponible, incluso extraños (niños mayores y adolescentes también pueden incluir a sus pares en esos intentos).
- Reticencia extrema a iniciar o aceptar el consuelo y afecto, incluso de adultos familiares, especialmente cuando está angustiado

Aunque es común que el RAD se relacione con un trato negligente y abusivo, los diagnósticos automáticos en este sentido no son apropiados pues los infantes pueden establecer un apego y desarrollar relaciones sociales pese a haber sufrido negligencia y marcados abusos. El nombre del trastorno enfatiza en los problemas con el apego, pero los criterios incluyen síntomas como retraso en el desarrollo, falta de respuesta social apropiada para el desarrollo, apatía y la aparición antes de los ocho meses.

### Herramientas de valoración
Entre los métodos reconocidos para la valoración de los patrones, dificultades o trastornos del apego se encuentran el procedimiento de la situación extraña (desarrollado por la psicóloga Mary Ainsworth), los procedimientos de separación y reunión, la evaluación preescolar del apego, el registro de observaciones de los entornos de prestación de cuidado, el Q-sort del apego y una variedad de técnicas narrativas que se apoyan en cuentos, títeres o imágenes. Con niños mayores se pueden emplear herramientas como la entrevista de apego para niños y con los cuidadores procedimientos como la entrevista del modelo de trabajo del infante.

## Etiología
Aunque un creciente número de problemas mentales en la infancia se atribuyen a defectos genéticos, el trastorno reactivo del apego es, por definición, una condición basada en un historial problemático de cuidado y relaciones sociales. El abuso puede ocurrir junto con otros factores, pero por sí mismo no explica el trastorno. Se ha sugerido que los tipos de temperamento pueden hacer a algunos individuos susceptibles al estrés de relaciones hostiles o impredecibles con los cuidadores en la infancia. Por tanto, la falta de cuidadores disponibles y receptivos parecer ser la razón de que algunos infantes sean particularmente vulnerables a desarrollar trastornos del apego.
No existe una explicación del porqué las formas similares de crianza anormal pueden producir las dos distintas formas del trastorno, inhibida y desinhibida. Igualmente, no se ha resuelto la cuestión del temperamento y su influencia en el desarrollo de la condición. Por otra parte, el RAD nunca se ha reportado en ausencia de graves adversidades ambientales. Sin embargo, son muy variables en los niños las consecuencias de la crianza en tales circunstancias.
Un estudio de siete años con gemelos sugirió que la raíz de diversas formas de psicopatología, como el RAD o los trastornos límite de la personalidad y por estrés postraumático, se encuentra en alteraciones de la regulación afectiva. Está comprometido el desarrollo subsecuente de la autorregulación de orden superior y se ve afectada la formación de modelos internos. Consecuentemente, podrían alterarse los «patrones» mentales que conducen el comportamiento organizado en las relaciones. Parece ser posible la «re-regulación» (modulación de las respuestas emocionales a un rango normal) ante la presencia de experiencias «correctivas» (cuidado normativo).

## Diagnóstico
Hay poca información epidemiológica del RAD, no está bien definido su curso y parece ser difícil de diagnosticar con exactitud. Tampoco está del todo clara su presentación clínica más allá de los cinco años y se complica distinguir entre los aspectos de estos trastornos, el apego desorganizado o las consecuencias del maltrato. De acuerdo con la Academia Estadounidense de Psiquiatría de Niños y Adolescentes (AACAP, por sus siglas en inglés), los niños que muestran signos del trastorno reactivo del apego necesitan una amplia evaluación psiquiátrica y un plan terapéutico personalizado. Dado que las características del RAD pueden presentarse en otros trastornos, la AACAP recomienda evitar dar un diagnóstico de este tipo sin antes hacer una evaluación completa.
Los parámetros de práctica de la AACAP indican que la valoración del trastorno requiere evidencia directamente obtenida por medio de observaciones seriadas del niño interactuando con su cuidador primario y adultos desconocidos, así como el historial de sus patrones de comportamiento con los cuidadores y los antecedentes completos de sus ambientes de cuidado, lo que incluye a pediatras, profesores o asistentes sociales. Por su parte, la Asociación Británica para la Adopción y el Refugio (BAAF, por sus siglas en inglés) indica que el diagnóstico únicamente lo puede efectuar un psiquiatra y que cualquier valoración debe incluir una amplia evaluación del historial individual y familiar del menor.
Asimismo, para la AACAP no se ha resuelto la cuestión sobre si se pueden diagnosticar de manera fiable los trastornos en adultos y niños mayores. En este sentido, los comportamientos utilizados para el diagnóstico de RAD cambian considerablemente con el desarrollo y es complicado definir conductas análogas en niños mayores. Puede no ser posible la evaluación del RAD tras la edad escolar pues, para ese momento, el niño se ha desarrollado individualmente a tal punto que las experiencias de apego previas son solamente un factor dentro de muchos otros que determinan sus emociones y comportamientos.

### Criterios diagnósticos
La Clasificación Internacional de Enfermedades (CIE-10) describe al «Trastorno de vinculación de la infancia reactivo» y al «Trastorno de vinculación de la infancia desinhibido». Por su parte, el Manual diagnóstico y estadístico de los trastornos mentales (DSM-5) considera dos trastornos diferentes, el «Trastorno de apego reactivo» y el «Trastorno de relación social desinhibida». Pese a las diferentes denominaciones, las dos clasificaciones son similares y muestran algunas semejanzas en sus criterios diagnósticos.
Forma inhibida
| DSM-V - Alteraciones en el patrón de comportamiento, «emocionalmente retraído hacia los cuidadores». - Alteraciones sociales observadas como: - Mínima reacción social y emocional con los demás. - «Afecto positivo limitado». - Episodios de irritabilidad, tristeza o miedo inexplicado. - El niño sufrió de un «patrón extremo de cuidado insuficiente», lo que se manifiesta como: - Negligencia. Falta persistente, por parte de los cuidadores, en cubrir las necesidades emocionales básicas. - Repetitivos cambios de cuidador primario. - «Educación en contextos no habituales». - Es evidente antes de los cinco años de edad. - El infante tiene una edad de desarrollo de al menos nueve meses. | CIE-10 «Comienza durante los primeros cinco años de la vida, y se caracteriza por anormalidades persistentes en el patrón de relaciones sociales», asociadas con alteraciones emocionales y «que son reactivas a cambios en las circunstancias del entorno». Además puede mostrarse temor e hipervigilancia, autoagresiones y agresiones contra otros, aflicción y, ocasionalmente, «falla de crecimiento». |

Forma desinhibida
| DSM-5 - Alteraciones en el patrón de comportamiento, interacción activa con adultos extraños que presenta dos o más características: - Reducida reticencia a aproximarse a adultos extraños. - Excesivamente familiar comportamiento verbal o físico. - «Recurre poco o nada al cuidador adulto después de una salida arriesgada». - Disposición a irse con adultos extraños. - El niño sufrió de un «patrón extremo de cuidado insuficiente», lo que se manifiesta como: - Negligencia. Falta persistente, por parte de los cuidadores, en cubrir las necesidades emocionales básicas. - Repetitivos cambios de cuidador primario. - «Educación en contextos no habituales». - El infante tiene una edad de desarrollo de al menos nueve meses. | CIE-10 Anormal patrón de comportamiento social que surge durante los primeros cinco años de vida. Se manifiesta pese a «cambios profundos en las circunstancias del entorno». Entre sus características están la «búsqueda de atención y comportamiento amistoso indiscriminado», escasamente adaptadas interacciones con pares y, según las circunstancias, puede asociarse con «perturbación emocional o del comportamiento». |

El CIE-10 establece que la forma inhibida es probablemente «producto directo de negligencia paternal grave, abuso o maltrato importante». En este sentido, el DSM-5 indica, respecto a ambas formas, que debe existir un «patrón extremo de cuidado insuficiente», que se observa como una falta persistente de los cuidadores en cubrir las necesidades emocionales básicas del niño para disponer de «bienestar, estímulo y afecto» o como cambios repetidos de cuidador primario «que reducen la oportunidad de elaborar un apego estable». En el DSM-5, la forma inhibida se describe como un trastorno en el que se observan patrones de conducta de apego alterados o inadecuados. La característica principal es la «ausencia de búsqueda de consuelo y [...] la falta de respuesta a las conductas de consuelo» por parte del cuidador. Cuando el infante tiene problemas no muestra «intentos coherentes de obtener consuelo, apoyo, cuidado o protección» de sus cuidadores.
Por otra parte, la forma desinhibida está descrita como un trastorno caracterizado por un patrón de comportamiento «culturalmente inapropiado, demasiado familiar con personas relativamente extrañas». La forma inhibida tiene una mayor tendencia a mejorar con un cuidador apropiado, contrario a la forma desinhibida, que es más perdurable. Al respecto, el CIE-10 señala que tiende a persistir pese a «cambios profundos en las circunstancias del entorno». No obstante, ambas formas no son opuestas y pueden coexistir en el mismo individuo. Zilberstein (2006) comentó sobre la dificultad de clarificar las principales características del trastorno y distinguirlo de otras condiciones comórbidas.

### Diagnóstico diferencial
Por lo complejo de su diagnóstico el RAD requiere una cuidadosa evaluación por parte de un experto en salud mental con conocimientos sobre el diagnóstico diferencial. Diversos trastornos, como los conductuales, los de ansiedad (como el de ansiedad social), el negativista desafiante y por estrés postraumático, comparten muchos síntomas y comúnmente son comórbidos con el RAD, lo que puede conducir a un sobrediagnóstico o a que no sea diagnosticado. Igualmente, el RAD puede confundirse con otros trastornos neuropsiquiátricos, como los del espectro autista o el generalizado del desarrollo, esquizofrenia pediátrica y algunas condiciones genéticas. Los infantes con RAD pueden distinguirse de otros con una enfermedad orgánica por su rápida mejoría física luego de ser hospitalizados. Por lo general, los niños autistas tienen un peso y tamaño normales y muestran un grado de discapacidad intelectual.

### Diagnóstico alternativo
Se han creado múltiples sistemas de clasificación o listas de verificación, populares e informales, alejados de los criterios del DSM y el CIE, con poca experiencia clínica y paterna, en un campo denominado terapia del apego. Para sus críticos, estas listas no validadas son incorrectas, muy generales y son aplicadas por personas no calificadas. Muchas se encuentran en páginas web de terapeutas del apego y ciertos elementos comunes entre ellas, como mentir, falta de remordimiento y crueldad, no forman parte de los criterios del DSM-5 y la CIE-10. Muchos niños son diagnosticados con RAD por problemas de comportamiento que quedan fueron de los criterios.
Existe un énfasis dentro de la terapia del apego en el comportamiento agresivo como síntoma de lo que describen como trastorno del apego, mientras que los teóricos convencionales consideran esos comportamientos como comórbidos; las conductas de externalización requieren de su propia evaluación y tratamiento. Sin embargo, conocer las relaciones de apego puede ayudar a conocer la causa y definir el tratamiento de tales conductas. El cuestionario sobre el trastorno del apego de Randolph es una de las herramientas mejor conocidas y más usadas por los terapeutas del apego. Incluye 93 comportamientos distintos, que pueden coincidir con otros trastornos, como los conductuales o el negativista desafiante, o directamente no relacionarse con problemas del apego. Sus críticos aseguran que carece de validación y especificidad.

## Tratamiento
Un primer paso es evaluar la seguridad del ambiente del menor para determinar si es posible hacer intervenciones sobre la familia o si será necesario trasladarlo a una situación segura. Dentro de las intervenciones se pueden encontrar los servicios de apoyo psicosocial para la familia (ayuda doméstica o económica, alojamiento y apoyo de trabajo social), intervenciones psicoterapéuticas (tratamiento para padres con enfermedad mental, terapia familiar o terapia individual), educación (entrenamiento en las habilidad básicas de crianza y desarrollo infantil) y monitoreo de la seguridad infantil dentro del ambiente familiar.
Con respecto al tratamiento del RAD, en sus guías de 2005, la Academia Estadounidense de Psiquiatría Infantil y Adolescente indicó que:
1. «La intervención más importante para los niños pequeños diagnosticados con trastorno reactivo del apego y que carecen de apego con un cuidador de referencia es que el médico abogue por proporcionarle una figura de apego emocionalmente disponible».
2. «Aunque el diagnóstico del trastorno reactivo del apego se basa en los síntomas mostrados por el menor, es importante para la selección del tratamiento evaluar las actitudes y las percepciones del cuidador para con el niño».
3. «Se presume que los niños con trastorno reactivo del apego tienen modelos internos de relación sumamente perturbados. Luego de asegurar que se encuentra en una colocación segura y estable, el tratamiento efectivo debe enfocarse en crear interacciones positivas con los cuidadores».
4. «Los niños que cumplen con los criterios del trastorno reactivo del apego y que presentan comportamientos agresivos y oposicionistas requieren tratamientos adicionales».

Los programas y estrategias convencionales de tratamiento para los problemas o trastornos del apego de infantes y niños pequeños se basan en la teoría del apego y se concentran en incrementar el grado de reacción y sensibilidad del cuidador. De no ser posible, se cambia de cuidador. Invariablemente, los programas incluyen una detallada evaluación del estado del apego o las respuestas del cuidador adulto, considerando el apego como un proceso de dos sentidos que involucra el comportamiento del apego y la respuesta del cuidador. Algunos de estos tratamientos y programas apuntan específicamente a cuidadores adoptivos y no a padres, pues frecuentemente los comportamientos de apego mostrados por infantes o niños con dificultades no provocan las respuestas apropiadas en el cuidador. Entre las estrategias se encuentran la psicoterapia niño-padres, el apego y enlace bio-conductuales y el círculo de seguridad.

### «Terapia del apego»
Los términos trastorno del apego, problemas del apego y terapia del apego no tienen definiciones claras, específicas o consensuadas. Sin embargo, es común su aplicación a niños maltratados, particularmente aquellos en cuidado temporal, cuidado familiar o en sistemas de adopción y poblaciones relacionadas, como la de niños adoptados internacionalmente o en orfanatos.
Fuera de los programas tradicionales, existe una forma de tratamiento conocida como «terapia del apego», un grupo de técnicas terapéuticas para supuestos trastornos. En general, estas terapias se centran en niños de acogida o adoptados con el objetivo de desarrollar apego con sus nuevos cuidadores. Su base teórica es una combinación de regresión y catarsis, acompañada de métodos de crianza que enfatizan en obediencia y control paterno. Ha sido muy criticada, principalmente por su falta de validación y desarrollo fuera de la corriente científica principal. Además, carece de evidencia que la respalde y las técnicas van desde terapias no coercitivas hasta formas extremas de técnicas represivas, físicas y confrontacionales. Entre estas se destacan la terapia de contención, la reducción de la ira y el modelo Evergreen. Estas formas de terapia pueden involucrar contención física, provocación deliberada de rabia e ira en el niño por medio de métodos físicos y verbales (tales como cosquillas, contacto visual forzado y confrontación verbal), así como obligar a replantear un trauma previo.
Sus críticos sostienen que estas terapias no se encuentran dentro del paradigma del apego, son potencialmente abusivas y antitéticas a la teoría del apego. El Reporte de la APSAC Taskforce de 2006 destaca que muchos de estos tratamientos se concentran en cambiar al menor y no al cuidador. También algunas veces se plantean escenarios nefastos sobre el supuestamente violento futuro del niño si no se le trata con estas terapias. La Clínica Mayo sugiere precaución al momento de consultar con personas que promuevan este tipo de métodos. «Algunos ofrecen evidencia que apoya sus técnicas, pero ninguna se ha publicado en revistas médicas o de salud mental respetadas».

## Pronóstico
No está bien estudiado el curso de la enfermedad, aunque se han hecho esfuerzos por examinar los patrones de manifestaciones clínicas con el paso del tiempo. Los pocos estudios longitudinales existentes (relativos a los cambios en el desarrollo con la edad a lo largo de un periodo de tiempo) involucran solamente a niños de instituciones pobremente operadas en Europa del Este. Sus hallazgos indican que es rara la persistencia del patrón inhibido del RAD en niños adoptados de instituciones y adentrados en ambientes de cuidado normativo. Sin embargo, existe una cercana asociación entre la duración de la privación y la severidad de los trastornados comportamientos de apego. La calidad del apego que estos niños forman con los subsecuentes cuidadores puede verse comprometida, pero probablemente no cumplirán con los criterios del RAD inhibido. El mismo grupo de estudios sugiere que una minoría de menores internados y adoptados presentan una sociabilidad indiscriminada persistente aún después de que les sea provisto un ambiente de cuidado más normativo.
Esta condición puede persistir por años, incluso entre niños que subsecuentemente presentan un apego preferido con sus nuevos cuidadores. Algunos exhiben hiperactividad y problemas de atención, así como dificultades al momento de relacionarse con sus pares. En el único estudio longitudinal que ha dado seguimiento a niños con comportamientos indiscriminados hasta la adolescencia, se observó que eran significativamente más propensos a mantener malas relaciones con sus pares. En una investigación se reportó que algunos niños criados en instituciones eran desatentos, hiperactivos y marcadamente poco selectivos en sus relaciones sociales, a diferencia de las niñas, los adoptados y otros en condiciones similares. No está claro si estos comportamientos deben considerarse parte del apego trastornado. En otro artículo, que empleó cuestionarios, se encontró que los niños de entre tres y seis años diagnosticados con RAD obtienen un menor puntaje en empatía, pero mayor en autocontrol (regulación del comportamiento propio para «verse bien»). Estas diferencias fueron más marcadas según las calificaciones de los padres, lo que sugiere que los menores con RAD pueden reportar sus rasgos de personalidad de maneras demasiado positivas. Sus puntuaciones también indicaron considerablemente más problemas de comportamiento en comparación con los niños del grupo de control.

## Epidemiología
Se desconoce la prevalencia, pero parece ser que el trastorno reactivo del apego es muy poco común. Además, es probable que el trastorno sea bastante raro entre individuos ajenos a poblaciones de niños criados dentro de los contextos más extremos y desfavorecidos, tales como algunos orfanatos. Aunque existe poca información epidemiológica sistemáticamente recolectada del RAD, un estudio de cohorte con 211 niños kobmendenses a la edad de dieciocho meses encontró una prevalencia del 0.9 %. Los trastornos del apego tienden a ocurrir ante ciertas circunstancias, como las presentes en algunos tipos de instituciones y ante la presencia de repetidos cambios de cuidadores primarios extremadamente negligentes y que muestran una constante indiferencia para con las necesidades básicas de apego del infante. No obstante, no todos los niños criados en estas condiciones desarrollan algún trastorno.
Los estudios con menores de orfanatos de Europa del este a mediados de la década de 1990 mostraron niveles significativamente mayores de ambas formas de RAD y patrones de apego inseguros, independientemente del tiempo que hayan permanecido institucionalizados. Parece ser que los niños en esas circunstancias son incapaces de formar apegos selectivos con sus cuidadores y esta diferencia en comparación con el grupo de control decreció en un estudio de seguimiento tres años después. Los menores institucionalizados continuaron mostrando niveles significativamente mayores de simpatía indiscriminada. No obstante, la mayoría de los criados en las condiciones más adversas no presentaron síntomas de este trastorno. Por su parte, un estudio de 2002 aplicó la «Disturbances of Attachment Interview» (DAI) en niños de guarderías de Bucarest y desafió las conceptualizaciones del apego trastornado que hacen el DSM y la CIE. También mostró que las formas inhibida y desinhibida pueden coexistir en la misma persona.
Un estudio de 2004 reportó que los niños de una muestra de menores maltratados eran más propensos a cumplir con los criterios de uno o más trastornos del apego. Sin embargo, se basaba principalmente en una nueva clasificación propuesta del trastorno del apego perturbado y no en las clasificaciones del DSM o la CIE. Otra investigación del mismo año determinó que, a partir de una muestra de 94 niños en cuidado temporal, 35 % cumplieron los criterios de la forma inhibida de la CIE y 22 % con los de la desinhibida. Por su parte, 38 % cumplieron los criterios de RAD del DSM. Entonces, el estudio encontró que el RAD se puede identificar de manera fiable y que ambas formas del trastorno no son independientes. Empero, hubo algunas preocupaciones por la metodología empleada, puesto que un número de menores que cumplían los criterios de RAD tenían una figura de apego predilecta.
Algunas personas del campo de la terapia del apego han sugerido que el RAD puede ser bastante prevalente por lo frecuente del maltrato infantil, que se sabe aumenta el riesgo de desarrollarlo, y porque los menores abusados pueden presentar comportamientos similares a los del trastorno. Para la APSAC, sin embargo, es una inferencia errónea. En este sentido, hay otros diagnósticos más comunes y manifiestamente tratables que pueden explicar tales comportamientos. También muchos niños en esas condiciones no desarrollan trastornos clínicos. El RAD no es la base de los problemas emocionales y de comportamiento observados en niños de acogida, adoptivos o maltratados, además de que las tasas de abuso, negligencia infantil o problemas de comportamiento no son un estándar de comparación para estimaciones del RAD.
Hay poca información sobre las condiciones comórbidas, pero existen algunas que surgen bajo las mismas circunstancias, como maltrato e institucionalización. Se observan principalmente retraso en el desarrollo y trastornos del lenguaje asociados con negligencia, así como trastornos de la conducta, trastorno negativista desafiante, trastornos de ansiedad (como la fobia social) y el trastorno por estrés postraumático, que pueden compartir síntomas y confundirse con el RAD.

## Historia
Con el DSM-III (1980), luego de la acumulación de evidencia en niños institucionalizados, el trastorno reactivo del apego hizo su aparición en la nosología estándar de los trastornos psicológicos. Sus criterios diagnósticos incluyeron su aparición antes de los ocho meses y se equiparó con el retraso en el desarrollo. Sin embargo, para el DSM-III-R (1987) se modificó su aparición a los primeros cinco años de vida y se dividió en dos subcategorías: inhibido y desinhibido. Tales cambios fueron producto de mayores investigaciones en menores maltratados e institucionalizados y se mantuvieron en la versión DSM-5 (2013). Ambas nosologías se enfocan no solamente en niños pequeños con riesgo incrementado de desarrollar ulteriores trastornos, sino también en aquellos que ya muestran alteraciones clínicas. El RAD se sustenta en la teoría del apego, basada en los trabajos que John Bowlby, Mary Ainsworth y René Spitz hicieron entre las décadas de 1940 y 1980. Esa teoría usa conceptos psicológicos, etológicos y evolutivos para explicar comportamientos sociales típicos de infantes. Se enfoca en la inclinación de los menores por buscar cercanía con una figura particular de apego (cuidador familiar) en situaciones angustiantes o alarmantes, que parecen tener un valor de supervivencia.
Se le conoce como apego selectivo. Posteriormente, los niños usan a su cuidador una base de seguridad para explorar el entorno y a la que regresan regularmente. Aunque están relacionados, el apego es diferente al amor o afección. El apego y sus comportamientos tienden a desarrollarse entre los seis meses y los tres años. Los infantes se apegan a adultos sensibles y receptivos en las interacciones sociales y que persisten como cuidadores por algún tiempo. Las respuestas de estas figuras conllevan el desarrollo de patrones de apego que conducen a modelos de trabajo internos que guían los sentimientos, pensamientos y expectativas de las futuras relaciones del individuo. La ausencia de apego selectivo se debe diferenciar de la existencia de apego con patrones de comportamiento típicos o, de alguna forma, atípicos, conocidos como estilos o patrones. Hay cuatro estilos reconocidos y usados dentro de las investigaciones de ese campo: seguro, ansioso-ambivalente, ansioso-evitativo (organizados) y el desorganizado. Los tres últimos se describen como inseguros y se evalúa su calidad mediante la técnica de situación extraña.
Un bebé con apego seguro explorará libremente mientras su cuidador esté presente, se mostrará molesto cuando se aleje y feliz con su regreso y se relacionará con extraños. En contraste, aquel con apego ansioso-ambivalente se observará ansioso ante la exploración, muy angustiado cuando el cuidador se aleja y ambivalente con su regreso. En el apego ansioso-evitativo no explora mucho, evita o ignora al cuidador, muestra pocas reacciones con su partida o retorno y tratará a los extraños de forma similar, con un limitado rango emocional. Finalmente, el menor con apego desorganizado carece de un patrón coherente de afrontamiento; la evidencia sugiere que ocurre cuando la figura de cuidado también es objeto de temor, por lo que el menor se adentra en una situación irresoluble con respecto a si se acerca o aleja. Al reunirse con su cuidador, puede rechazarlo o acercarse con la cabeza pronunciadamente apartada, evidenciarse aturdido o angustiado, quedarse quieto o tener otros comportamientos que implican miedo a esa persona. Se considera que representa la ruptura de una estrategia de apego imperfecta y parece afectar la capacidad de regular emociones. Aunque existe un amplio rango de dificultades relacionadas con los estilos de apego, particularmente el desorganizado, que pueden resultar en alteraciones emocionales y en un incremento del riesgo de posteriores psicopatologías, ninguno de esos estilos constituye un trastorno por sí mismo y ninguno equivale a los criterios del RAD.
El trastorno reactivo del apego denota la falta de comportamientos de apego típicos en lugar de un estilo de apego, independientemente de lo problemático que pueda ser, y en ambas formas hay una carencia inusual de discriminación entre personas familiares y desconocidas, que es característica del comportamiento social de un menor con estilos atípicos de apego. El DSM y la CIE describen la condición en términos de conductas socialmente anormales y no se concentran en comportamientos de apego más específicos. Por su parte, el DSM enfatiza en el fracaso de iniciar o responder a las interacciones sociales a lo largo de un rango de relaciones. De manera similar, la CIE se concentra en las respuestas sociales contradictorias o ambivalentes que se extienden a lo largo de las situaciones sociales. No está clara la relación entre el RAD y los patrones de apego en la técnica de situación extraña. Hay una falta de consenso con respecto al significado del término «trastorno del apego», frecuentemente utilizado como alternativa para referirse al trastorno reactivo del apego y en discusiones sobre las diferentes clasificaciones propuestas para los trastornos del apego más allá de las limitaciones del DSM y la CIE. También se emplea en el área de la terapia del apego, al igual que RAD, para describir el rango de comportamientos problemáticos que no se integran en los criterios del DSM o la CIE o que no se relacionan directamente con los patrones de apego o sus dificultades.

## Investigación
Una investigación de la década de 1990 indicó que hay trastornos del apego no considerados en la CIE o el DSM. También mostró que el RAD se puede diagnosticar de forma fiable sin evidencia de cuidado patógeno, lo que ilustraba las dificultades conceptuales que supone la rígida estructura de la definición del RAD. Otro trabajo, publicado en 2004, mostró que la forma desinhibida puede perdurar junto con un comportamiento de apego estructurado (de cualquier estilo) hacia los cuidadores permanentes del menor.
Zeanah y Boris sugirieron unos criterios actualizados para los trastornos del apego que involucraban tres categorías: trastornos de desapego —el infante no tiene una figura de apego predilecta—, distorsiones de base segura —aunque hay una figura de apego, el infante carece de una base segura que le ayude a explorar el mundo— y trastorno de apego disruptivo —involucra la «pérdida súbita de una importante figura de apego»—. Por otra parte, Schechter y Willheim mostraron una asociación entre la violencia materna relacionada con el trastorno por estrés postraumático y las distorsiones de base segura, caracterizadas por temeridad del infante, ansiedad por separación, hipervigilancia e inversión de roles.